# Dichotomius smaragdinus
Dichotomius smaragdinus är en skalbaggsart som beskrevs av Perty 1830. Dichotomius smaragdinus ingår i släktet Dichotomius och familjen bladhorningar. Inga underarter finns listade i Catalogue of Life.